# Baby boomer
Um baby boomer é uma pessoa nascida entre 1946 e 1964 na Europa (especialmente Grã-Bretanha e França), Estados Unidos, Canadá ou Austrália. Depois da Segunda Guerra Mundial estes países experimentaram um súbito aumento de natalidade, que ficou conhecido como baby boom.
Na idade adulta presenciaram a Guerra do Vietnã, também foram os primeiros a crescer com a televisão sendo o principal meio de comunicação de informações. Na infância, adolescência e começo da vida adulta, presenciaram a Guerra Fria, o que influenciou fortemente a visão política desta geração. Foram a geração que criou o movimento hippie.
A geração baby boomer tornou-se parte substancial da população norte-americana. Representando cerca de 20% do público americano, os baby boomers têm impacto significativo sobre a economia. Como resultado, os baby boomers são, muitas vezes, o foco de campanhas de marketing e planos de negócios.

## Brasil
No contexto brasileiro, as pesquisadoras Milhome e Rowe, da Universidade Federal da Bahia, identificaram os nascidos entre 1944 e 1958, que tiveram uma educação mais controladora e chegaram na idade adulta no período mais repressivo da ditadura militar brasileira, como o Ato Institucional n.º 5, como sendo parte da geração Reprimida.